# Стебницька Гута
Стебни́цька Гута — село в Бардіївському окрузі Пряшівського краю в північно-східній Словаччині.

## Історія
В історичних документах село вперше згадується в 1600 році.

## Географія
Протікає річка Росуцька вода.

## Населення
| Рік:            | 1994. | 2004.   | 2014.   | 2024.    |
| --------------- | ----- | ------- | ------- | -------- |
| Кількість осіб: | 242   | 253     | 234     | 194      |
| Різниця:        |       | +4,54 % | -7,50 % | -17,09 % |

| Рік:            | 2023. | 2024. |
| --------------- | ----- | ----- |
| Кількість осіб: | 194   | 194   |
| Різниця:        |       | +0 %  |

В селі проживає 254 осіб.
Національний склад населення (за даними останнього перепису населення — 2001 року):
- словаки — 98,45 %
- чехи — 0,39 %
- українці — 0,39 %
- поляки — 0,39 %

Склад населення за приналежністю до релігії станом на 2001 рік:
- римо-католики — 95,74 %,
- греко-католики — 3,10 %,
- не вважають себе віруючими або не належать до жодної вищезгаданої церкви- 0,39 %